# School Days (игра)
School Days (яп. スクールデイズ Суку:ру дэйдзу, рус. «Школьные дни») — японский эротический визуальный роман, разработанный компанией 0verflow и вышедший 28 апреля 2005 года. История повествует об ученике по имени Макото Ито, в которого влюбляются сразу несколько девушек; эти отношения оказывают сильное влияние на него самого и на его отношения с окружающими. Интерактивность игры сведена к минимуму; School Days имеет сюжет, где игроку дана возможность изменить курс прохождения непосредственно во время игры. Игра завершается специфичной для каждого сценария концовкой, некоторые из которых стали известны из-за своей жестокости.
Компания 0verflow анонсировала игру School Days в октябре 2004 года и представила публике инновационное использование в романе аниме-подобного стиля и голоса. Игра имела высокий уровень продаж в Японии, на протяжении пяти месяцев она занимала места в национальных чартах. 0verflow впоследствии занялась созданием двух сиквелов: спин-оффа оригинальной истории под названием Summer Days и параллельной истории Cross Days. 8 октября 2010 года игра была выпущена как усовершенствованная версия под названием School Days HQ; в Северной Америке эта версия была локализована 27 июня 2012 года.
Позднее игра была портирована на PlayStation 2. В версии для этой приставки, названной School Days L×H («Школьные дни L×H»), были полностью убраны порнографические сцены. Она была издана компанией Interchannel 17 января 2008 года. По мотивам игры вышла манга Хомарэ Сакадзуки, шесть романов, серия радиопередач, телевизионный аниме-сериал и две серии OVA. Показ аниме прошёл на нескольких японских телеканалах; по причине произошедшего в Киото убийства трансляция последней серии была приостановлена. Поддержка оригинальной игры была официально прекращена 21 апреля 2011 года.

## Игровой процесс

Диалог между Макото Ито и Сэкай Сайондзи (на илл.)

Игровой процесс визуального романа School Days сведён к минимуму. Основное время игры занимает просмотр анимированных сцен с перспективой от третьего лица. Время от времени игра приостанавливается, и игрок должен сделать выбор одного из двух вариантов действий, который повлияет на отношение к главному персонажу других героев. Время на выбор варианта ограничено. После каждого принятого решения сюжет развивается в определённом направлении, а любовь главного героя к одному из женских персонажей увеличивается или уменьшается. Персонажи могут вступать в интимные отношения — в игре присутствуют сцены французского поцелуя, мастурбации, орального секса и половых сношений; изображение половых органов пикселизовано.
Каждая сюжетная линия неизменно завершается специфичной концовкой, которая зависит от принятых в ходе игры решений. В зависимости от них финал истории может быть хорошим или плохим. Всего в игре 21 концовка: 15 хороших, 3 плохих и 3 альтернативных. Игра School Days приобрела популярность благодаря своим плохим концовкам, в каждой из которых один из персонажей умирает. В окончании «The Bloody Conclusion» (рус. Кровавое завершение) изображены смерть Сэкай от удара ножом-додзуки в шею, фонтан крови из раны и маниакальный смех Котонохи. В другой концовке «Eternally» (рус. Вечность) Котоноха совершает самоубийство, спрыгнув с крыши; Макото и Сэкай приходят в ужас от увиденного. В хороших концовках, напротив, изображено благополучное развитие отношений между персонажами. В концовке «Christmas Eve» (рус. Сочельник) пара остаётся в комнате отеля, а тем временем в городе идёт снег. В другой концовке «Two Lovers» (рус. Двое любовников) женские персонажи признают развитие полиамурных отношений и прекращают соперничать друг с другом. Для достижения всех возможных вариантов концовки игроку нужно переиграть несколько раз. В HQ-версию была добавлена дополнительная плохая концовка, в которой Сэкай сталкивает Котоноху под поезд, а Макото безуспешно пытается спасти её. В PS2-версию были включены пять новых плохих концовок, а существующие концовки подверглись незначительным изменениям.
В отличие от обычных визуальных романов, где статичное изображение персонажа сопровождается текстом, School Days включает в себя анимированные сцены с поддержкой движения и звука. Видеоряд по умолчанию идёт в обычном режиме, игроку предоставляется возможность приостановить просмотр, ускорить его или пропустить уже увиденные моменты. В игре присутствует поддержка субтитров, имеется возможность отключения голосов персонажей и смены разрешения экрана. Игра может быть сохранена в любой момент (возможно создать до 100 сохранений); загрузка сохранённых файлов возможна как во время игрового процесса, так и из главного меню. В рецензиях фигурировало мнение, что School Days является скорее интерактивным фильмом, чем визуальным романом.

## Персонажи
Главным героем School Days является Макото Ито — ученик первого класса старшей школы, живущий вместе с матерью в вымышленном городе Харамихама. Во время второго семестра он обращает внимание на Котоноху Кацуру, привлекательную и тихую школьницу, которая часто ездит с ним в одном вагоне поезда. Котоноха не имеет друзей и много времени проводит за чтением книг; она также входит в школьный совет. Впоследствии в жизни Макото начинаются перемены. Его соседка по парте Сэкай Сайондзи узнаёт о привязанности Макото к Котонохе и пытается сблизить их между собой. Ей это удаётся, однако вскоре она сама влюбляется в Макото и начинает ревновать его к Кацуре.
Подружившись с Котонохой и Сэкай, Макото впоследствии знакомится и с другими людьми. Одной из первых становится Сэцуна Киёура, подруга детства Сэкай и член школьного совета. Макото несколько раз помогал ей во время школьных мероприятий, поэтому Сэцуна уважает его и тайно ему симпатизирует. Хикари Курода, семья которой известна благодаря своей булочной, с самого начала ошибочно полагала, что Макото встречается с Сэкай. Она стала осуждать Макото, когда тот начал встречаться с Котонохой. Макото также знакомится с членом женской баскетбольной команды Нанами Канродзи и с младшей сестрой Котонохи Кокоро.
Также в ходе сюжета часто появляются два друга Макото: Отомэ и Тайсукэ. Отомэ Като, которая была влюблена в него ещё до средней школы — единственная девушка, которая с самого начала игры определилась со своими чувствами к Макото. В круг её друзей входят Минами, Нацуми и Куми; Отомэ в их компании занимает роль лидера и часто задирает Котоноху. Тайсукэ Савангава, эксцентричный одноклассник Макото, отчаянно пытается добиться такого же успеха у противоположного пола, какого добился Макото.

## Разработка
| Системные требования | Системные требования                               | Системные требования                               |
| -------------------- | -------------------------------------------------- | -------------------------------------------------- |
|                      | Рекомендации                                       |                                                    |
| Microsoft Windows    |                                                    |                                                    |
| ОС                   | Windows 98, ME, 2000, XP, Vista                    | Windows 98, ME, 2000, XP, Vista                    |
| ЦПУ                  | Pentium 4 (1 GHz)                                  | Pentium 4 (1 GHz)                                  |
| Объём ОЗУ            | 256 MB                                             | 256 MB                                             |
| Место на диске       | 8GB                                                | 8GB                                                |
| Видеокарта           | Поддержка DirectX 9.0, 64MB VRAM (PCI Express x16) | Поддержка DirectX 9.0, 64MB VRAM (PCI Express x16) |

Визуальный роман School Days является десятой игрой, разработанной подразделением 0verflow. Новости о School Days впервые появились 5 октября 2004 года, когда сотрудники 0verflow на своём официальном сайте разместили ссылки на будущий сайт игры и журнал разработки. В блоге компании было объявлено, что School Days станет полностью анимированной игрой и будет создана в течение приблизительно двух лет. Новости обновлялись каждый вторник и пятницу, всем поклонникам компании было предложено посетить мероприятие Dream Party 2004 в Ариакэ 11 октября, где должен был пройти первый публичный показ игры и персонажей. Мероприятие продолжилось 15 октября. 26 октября, ближе к концу месяца, 0verflow разместила новую информацию о том, что School Days будет распространяться в комплекте с журналом Tech Gian издательства Enterbrain.
Вскоре началась рекламная кампания. 6 ноября в журнале разработки было написано о предстоящем публичном показе игрового материала, однако разработчики затруднялись в выборе места. Первоначально компания планировала провести показ в Акихабаре, но не смогла найти посредника; через неделю местом проведения была выбрана Осака. 30 ноября разработчики сообщили о том, что в игре будет присутствовать музыка Минами Курибаяси, Харуко Момои, Yozuca* и Юрии, а также о переносе даты выпуска на 25 февраля 2005 года.
28 декабря 2004 года 0verflow выпустила официальную пробную версию игры School Days и анонсировала принятие участия в Комикете 67 в период с 29 по 30 декабря; первым 50 посетителям были обещаны телефонные карты. Два месяца спустя, 2 февраля 2005 года компания вновь заявила о переносе выхода игры на 28 апреля — в назначенную дату состоялся официальный релиз. 8 апреля журнал разработки был завершён комментариями сэйю, озвучивавших персонажей: Соёги Тоно (Котоноха), Канамэ Юдзуки (Сэкай), Тацуи Хираи (Макото), Юки Мацунаги (Отомэ), Хикару Иссики (Хикари) и Ханы Ямамото (Сэцуна). Для устранения выявленных после релиза ошибок в игре 0verflow выпустила патч School Days до стабильной версии 1.11, который был опубликован на официальном сайте. Там же были выложены видеофайлы двух открывающих заставок и фильм-демонстрация. 26 июня 2007 года при поддержке 0verflow и Lantis началось вещание аудиопьесы под названием «Radio School Days». Трансляция завершилась 28 марта 2008 года, всего вышло 39 выпусков.
21 апреля 2011 года 0verflow сообщила о прекращении поддержки игры School Days.

### История выпуска
School Days была портирована на несколько платформ. 20 августа 2007 года компания-разработчик интерактивного кино AiCherry заявила о начале работы над игрой, а 28 сентября выпустила её как DVD-игру. 31 августа того же года компания Interchannel заявила о начале разработки версии для приставки PlayStation 2 под названием School Days L×H без содержания эротического контента. Игра была выпущена 17 января 2008 года в обычном и ограниченном изданиях, её рейтинг CERO составил 15+. Третья портированная версия для PlayStation Portable была разработана PalaceGame. Игра вышла 30 июня 2010 года на четырёх дисках UMD.
21 мая 2010 года была создана домашняя страница School Days HQ — улучшенной версии оригинальной игры, выпуск которой первоначально был назначен на август. Вёрстка сайта была завершена 3 июня, а 16 июля было сообщено о переносе выхода игры на 24 сентября. Пробная версия была выложена для свободного скачивания 7 августа, а с 20 августа по 28 сентября 0verflow вела рекламную кампанию. Клиентам, купившим оригинальную School Days до 11 октября, обещалась возможность за плату установить версию HQ; предлагались варианты высылки диска по почте либо приобретение его в торговых точках в Акихабаре, Осаке или Нагое. Дистрибьюторы дополнительно предлагали коллекционные телефонные карты. 10 сентября дата выпуска вновь была перенесена; сама игра была выпущена 8 октября.
3 марта 2011 сотрудникам 0verflow стало известно о группе Sekai Project, которая в апреле 2006 года начала локализацию School Days. В Северной Америке выпуск игры School Days HQ без цензуры и в английском переводе был назначен на 11 марта 2011 года. Однако разработка продолжалась до 2012 года, и 18 мая компания-дистрьбьютор JAST сообщила о предварительных заказах на коллекционное издание игры, в комплекте с которой поставлялись брелок и коврик для мыши. 26 июня было сообщено, что компания представит игру на выставке Anime Expo 2012, а спустя день компания JAST сообщила о начале распространения School Days HQ. Скачиваемая версия игры была выпущена 6 августа. Одновременно было сообщено о выпуске патча до версии 1.02, выложенного на официальной странице игры и устраняющего технические проблемы с разрешением экрана.

### Сиквелы
0verflow разработала два сиквела к игре School Days. Первый из них является спин-оффом под названием Summer Days; он был выпущен 23 июня 2006 года, в нём действие происходит во время летних каникул, а повествование ведётся от лица Сэцуны Киёуры. Данная игра была серьёзно раскритикована за обширное количество программных ошибок, приведшее к необходимости скачивания патчей. Вторая созданная игра, вышедшая в свет 19 марта 2010 года, называлась Cross Days. Её действие происходит одновременно с оригинальной игрой. Сюжет повествует о жизни другого протагониста по имени Юки Асикага, на которого одновременно обращают внимание две девушки — Рока Кицурэгава и Котоноха Кацура.

## Медиа-издания

### Манга
На основе оригинальной игры Хомарэ Сакадзуки была создана манга, публиковавшаяся в журнале Comp Ace издательства Kadokawa Shoten в период с 26 мая 2006 года по 26 сентября 2007 года. 12 июля 2007 года 0verflow сообщила, что пять глав манги были собраны в отдельный том, выпуск которого планируется на 26 июля; в назначенную дату сборник был опубликован. 26 ноября был выпущен второй том, содержащий остальные семь глав.
По сюжету манги Макото признаётся о своих отношениях с Сэкай, а Котоноха пытается убить её, считая, что та обманывает Макото. Макото вмешивается и оказывается ранен. Через неделю он просыпается в больнице и узнаёт, что Сэкай убила Котоноху в её доме.
Список глав манги
| - «Confession» (яп. 告白 Кокухаку, «Признание») ～boys & girls～ - «The Couple's Distance» (яп. 二人の距離 Футари но Кёри, «Расстояние между Двумя») ～distance～ - «First Kiss» (яп. ファーストキッス Фасуто Киссу, «Первый поцелуй») ～step for skip～ | - «Another Good Luck Charm» (яп. もうひとつのおまじない Мо Хитоцу но Омадзинаи, «Другие чары») ～wish & pain～ - «And the Story Begins» (яп. そして始まる物語 Соситэ Хадзимару Моногатари, «Все начинается») ～decide～ |

| - «Right and Left Hand» (яп. 右手と左手 Мигитэ то Хидаритэ, «С одной стороны, с другой») ～unbalance～ - «Warmth» (яп. ぬくもり Нукумори, «Теплота») ～sign～ - «The Couple's Feelings» (яп. 二人の想い Футари но Омои, «Мысли Двоих») ～ripple mind～ - «Mask» (яп. 仮面 Камэн, «Маска») ～innocent～ | - «Two People and One Person» (яп. フタリとヒトリ Футари то Хитори, «Пары, одиночки») ～fall down～ - «Slanted Words» (яп. 歪むコトバ Хидзуму Котоба, «Сплющенные Мысли») ～period～ - «The Couple's World» (яп. 二人のセカイ Футари но Сэкай, «Мир Двоих») ～world's end～ |

Несколько художников на основе School Days создали короткие манги, которые были объединены в две антологии. «School Days Comic Anthology» была опубликована компанией Ohzora Publishing 25 октября 2005 года в импринте P-mate Comics; антология состояла из девяти коротких манг. Другая антология манги в жанре хентай под названием «School Days Kotonoha chapter Anthology Comic EX» (яп. スクール デイズ 言葉 編 - EX アンソロジー コミック) была опубликована компанией Oaks 25 сентября 2007 года. 25 февраля 2008 года Ichijinsha выпустила антологию под названием «School Days Kotonoha Anthology» в импринте DNA Media Comics; в состав антологии вошла коллекция манги, посвящённой преимущественно Котонохе Кацуре.

### Книги и публикации
Помимо манги на основе School Days были созданы и другие печатные издания. Первым стал 111-страничный артбук «School Days Visual Guide Book», опубликованный компанией Jive 16 сентября 2005 года; он включал в себя иллюстрации персонажей, сценарий, сюжет и визуальную иерархическую модель выборов, сопровождающуюся кадрами из игры. 1 декабря 2007 и 21 марта 2008 года были опубликованы отдельные издания для аниме-сериала и игры Playstation 2 соответственно. Издание «School Days -TV Anime- Official Guidebook» (яп. スクールデイズ‐TV Anime‐公式ガイドブック), посвящённое аниме, включало в себя краткое описание каждой серии, а также интервью с группой аниматоров; издание «School Days L × H Visual Guidebook» (яп. スクール デイズ L × H ビジュアル • ガイド ブック), как и первая книга, посвящённая оригинальной ПК-версии, включало в себя сцены из игры и комментарии о PS2-версии визуального романа. Рабочие материалы игры для Windows: рисунки персонажей и окружения, сценарий, комментарии художников и изображения сопутствующих товаров — были собраны в издание «School Days Official Visual Art Works» (яп. School Days 公式ビジュアル・アートワークス «School Days» Ко:сики Бидзюару Атова Кусу), вышедшее 16 декабря 2005 года; данные также вошли в «Summer Days & School Days Visual Collection», опубликованную 31 августа 2006 года.
Также на основе оригинальной игры было создано четыре романа лайт-новел. Первый из них, написанный Рюной Окадой и проиллюстрированный Дзюндзи Гото, был впервые опубликован компанией Harvest Publishing. Выпущенный 1 декабря 2005 года под заглавием «School Days: Sekai Hen» (яп. School Days 世界編), он пересказывает оригинальную историю от лица Сэкай. 1 января 2006 года была выпущена книга «School Days: Kotonoha Hen» (яп. School Days 言葉編), повествование которой ведётся от лица Котонохи. Компанией Jive были опубликованы ещё два романа. Первый, «School Days: Kimi to Iru, Sora» (яп. School Days 君といる、空), был написан Такуей Баба и выпущен 16 декабря 2005 года; второй «School Days: Innocent Blue», написанный Хиро Акидуки, был опубликован 28 апреля 2006 года. Кроме того, на основе оригинальной игры был написан роман School Days Novel (яп. 小説スクールデイズ Сё:сэцу Сукуру Дэйдзу), который публиковался в издании BugBug с сентября 2005 года по январь 2006 года; 12 мая 2005 года книга появилась на Комикете 69.

### Аниме
| Зрительский рейтинг     | Зрительский рейтинг     | Зрительский рейтинг     |
| (на 03 февраля 2011 г.) | (на 03 февраля 2011 г.) | (на 03 февраля 2011 г.) |
| ----------------------- | ----------------------- | ----------------------- |
| Сайт                    | Оценка                  | Голосов                 |
| Anime News Network      | · ссылка                | 4717                    |
| AniDB                   | · ссылка                | 2675                    |

На основе оригинального визуального романа компанией TNK было создано 12-серийное аниме. Режиссёром выступил Кэйтаро Мотонага, разработкой дизайна персонажей и анимации руководил Дзюндзи Гото. По воспоминаниям режиссёра серий Хиро Акицуки, он чувствовал себя плохо во время анимирования раскадровки, поскольку не мог побороть отвращения к материалу, а сценарист Макото Уэдзу заявлял, что не желает, чтобы его дети когда-либо увидели этот сериал. Информация о предстоящем выпуске впервые появилась 1 июня 2007 года, когда 0verflow анонсировала открытие официального веб-сайта сериала. Аниме транслировалось по телеканалам TV Kanagawa, Chiba TV, TV Aichi, TV Osaka, TV Saitama и AT-X; премьера состоялась 3 июля по TV Kanagawa. Показ аниме закончился 27 сентября по каналу AT-X. Позднее сериал был собран в сборник из шести DVD-дисков (на каждый из которых было записано по две серии), поставлявшихся в обычном и ограниченном изданиях. В комплекте к изданиям прилагались записи аудиопостановки «Radio School Days».
Действие аниме в основном происходит в обычной японской школе. Главный герой Макото Ито не может заговорить с понравившейся ему старшеклассницей, на помощь ему приходит подруга Сэкай Сайондзи, которая сводит их вместе и помогает им. Но на самом деле она также влюблена в него (как и большинство учениц школы). Герой переходит от одной девушки к другой. Между девушками возникает борьба, которая в конце концов заканчивается смертью Макото и Сэкай.
Компания TNK также создала две OVA-серии. Первая серия под названием «Valentine Days» создана в комическом стиле и изображает День святого Валентина, в который Котоноха, Сэкай и Отомэ дарят Макото шоколад. Вторая серия «Magical Heart Kokoro-chan» создана в жанре махо-сёдзё и изображает Кокоро Кацуру как супергероиню; серия была выпущена 26 марта 2008 года. Как и основной сериал, OVA-серии были изданы в формате DVD.

#### Задержка показа последней серии
17 сентября 2007 года, за день до показа последней 12-й серии аниме по каналу TV Kanagawa 16-летняя девушка убила своего 45-летнего отца топором в их доме в Кётанабе префектуры Киото. TV Kanagawa незамедлительно отменил показ последней серии из-за демонстрации в ней схожей жестокости; вместо аниме по каналу было показано 30-минутное слайд-шоу, сопровождавшееся музыкой Августа Вильгельми. Также был приостановлен показ аниме Higurashi no Naku Koro Ni Kai, хотя прямая связь между убийством и отменами трансляции обоих сериалов подтверждена не была. Газеты The Japan Times и Mainichi Shimbun уже сообщали о произошедшем убийстве и переносе показа серии на 19 сентября. Согласно версии Mainichi Shimbun, Chiba TV и TV Aichi также отменили показ аниме, а руководство AT-X не приняло окончательного решения по этому вопросу. В тот же день 0verflow принесла извинения и попросила зрителей следить за новостями. На следующей неделе компания сообщила об организации 27 сентября показа последней серии в 3D-кинотеатре в Акихабаре. Желавшие посетить просмотр должны были зарегистрировать место по электронной почте, подтвердив своё совершеннолетие; они также должны были принести с собой копию School Days либо Summer Days в качестве пропуска. В тот же день компания AT-X заявила о решении показать полную последнюю серию аниме 27 сентября и 1 октября.
Вслед за изменениями в программах трансляции в Интернете появилась видеозапись под названием «Nice Boat.»; название быстро распространилось среди интернет-сообщества и приобрело популярность в Японии. По информации Google Trends к третьему кварталу 2007 года резко возросло количество поисковых запросов «Nice Boat»; согласно версии японской газеты Yomiuri Shinbun поисковый запрос «Nice Boat» вошёл в десятку наиболее популярных запросов на сервисе Yahoo! Japan в период с 17 по 23 сентября.
Видео Nice Boat. стало известным и было использовано в других СМИ. Мем был использован как пасхальное яйцо к первой серии аниме Ef: A Tale of Memories, а также был спародирован на канале Kadokawa Pictures на YouTube в виде 46-секундного видеоролика. 0verflow воспользовалась популярность фразы и на Комикете 73 назвала свой стенд «Nice boat.» и осуществляла продажу сопутствующих товаров, созданных под влиянием мема. Мем также встречается в OVA «Magical Heart Kokoro-chan».

### Концертный фильм
Помимо выпуска аниме School Days был выпущен концертный фильм School Days Secret Live DVD, созданный студией HOBiRECORDS. Вышедший 26 июня 2006 года (одновременно с игрой Summer Days), фильм показывает концерт, прошедший 15 июня 2005 года, на котором выступали Миюки Хасимото, YURIA, CooRie, yozuca* и Минами Курибаяси.

## Музыкальное сопровождение
С 2005 по 2010 год компания Lantis выпустила шесть альбомов с музыкой из School Days. Альбом «School Days Vocal Album» включает в себя девять закрывающих композиций из игры, исполненных yozuca*, Миюки Хасимото, YURIA, Халко Момои, Минами Курибаяси, CooRie и Канако Ито. Его продажи начались 28 апреля 2005 года, одновременно с выпуском игры. Альбом с 28 мелодиями из игры, созданный KIRIKO/HIKO Sound и являющийся завершением саундтрека игры, был выпущен 21 июля. Альбом «School Days Vocal Complete Album» с песнями из игр Summer Days и Cross Days вышел 8 октября 2010 года.
Спустя три недели после премьеры аниме компания Lantis выпустила сингл «Innocent Blue», в состав которого вошли 4 трека: одноимённая открывающая композиция, песня «Dancin' Joker» в стиле диско и инструментальные версии обеих песен. 22 августа той же компанией был выпущен сборник из 16-ти треков «School Days: Ending Theme+»; в его состав вошли все закрывающие темы и фоновая музыка.
Помимо музыкальных альбомов было создано шесть аудиодрам. Первой постановкой стала «School Days Little Promise», повествующая о детстве Сэкай и Сэцуны. Компания HOBiRECORDS выпустила набор из двух дисков «Little Promise» с музыкой KIRIKO/HIKO Sound и Канако Ито; компанией 0verflow он планировался к выпуску 27 января 2006 года. С 29 по 30 декабря 2005 года альбом продавался на Комикете 69. Через некоторое время компания 0verflow заявила, что диски с «Little Promise», предоставленные в качестве предварительных заказов, были дефектными, и попросила потребителей прислать их по почте для замены. Официальный выпуск был перенесён на 24 февраля. Другие пять аудиопостановок были созданы компанией Lantis. «School Days Drama CD Vol. 1 Himitsu Hanazono» (яп. ヒ・ミ・ツの花園) вышла 8 августа 2007 года. «School Days Drama CD Vol 2. Koi no Nou-hau» (яп. 恋のノ・ウ・ハ・ウ) вышла 24 октября 2007 года. Радиопостановка «Radio School Days» была издана в виде трёх отдельных альбомов: «Futakumidake no Taiikusai» (яп. 二組だけの体育祭) был выпущен 21 ноября 2007 года, «Futakumidake no Shakaika Kengaku» (яп. 二組だけの社会科見学) — 6 февраля 2008 года, и «Futakumi Ijou no Rakkasan Butai» (яп. 二組以上の落下傘部隊) — 21 июня того же года.
| №                   | Название                                                                                                | Длительность |
| ------------------- | --- | ------------ |
| 1.                  | «Still I Love You ~Piano Version~»                                                                      | 2:27         |
| 2.                  | «Ohayo!»                                                                                                | 2:13         |
| 3.                  | «Your profile» (君の横顔)                                                                               | 3:26         |
| 4.                  | «I want to know more» (もっと知りたい)                                                                  | 2:20         |
| 5.                  | «Voice of heart»                                                                                        | 2:42         |
| 6.                  | «Gutless coward» (根性なしの意気地なし)                                                                 | 0:56         |
| 7.                  | «First date»                                                                                            | 2:55         |
| 8.                  | «Twilight Immersed In An Image» (面影にひたる夕暮れ)                                                    | 2:29         |
| 9.                  | «Darkness and silence» (闇と沈黙)                                                                       | 2:41         |
| 10.                 | «Sweet pain»                                                                                            | 2:49         |
| 11.                 | «Lights, please» (灯をください)                                                                         | 2:27         |
| 12.                 | «Gloom ~Kageri~» (翳~Kageri~)                                                                           | 2:42         |
| 13.                 | «Undelivered feelings» (届かぬ想い)                                                                     | 3:12         |
| 14.                 | «Beyond the sky»                                                                                        | 3:10         |
| 15.                 | «Lonely shadow» (孤独な影)                                                                              | 2:38         |
| 16.                 | «Turning point»                                                                                         | 2:41         |
| 17.                 | «Breaking myself»                                                                                       | 2:39         |
| 18.                 | «Knife or saw»                                                                                          | 2:12         |
| 19.                 | «To my child...» (我が子へ…)                                                                            | 2:00         |
| 20.                 | «Still I Love You ~Music Box Version~»                                                                  | 2:30         |
| 21.                 | «The Legend of blue Jewel»                                                                              | 1:37         |
| 22.                 | «Gone with the planet» (星と共に去りぬ)                                                                 | 1:38         |
| 23.                 | «Secret discovered! Mysterious land» (ひみつ発見!不思議ランド)                                          | 1:02         |
| 24.                 | «Pop'n mouse»                                                                                           | 0:58         |
| 25.                 | «Select your machine»                                                                                   | 2:29         |
| 26.                 | «Venus of Love - Winner of Romance ~Mobile Ringtone Version~» (愛のVenus・恋のWinner~ 携帯着信Version~) | 0:48         |
| 27.                 | «Throbbing Door ~Mobile Ringtone Version~» (トキメキのドア)                                             | 0:33         |
| 28.                 | «Miss Twilight ~Mobile Ringtone Version~»                                                               | 0:48         |
| Общая длительность: | Общая длительность:                                                                                     | 58:50        |

### Открывающая композиция
| № | Название      | Перевод           | Исполнитель | Серии  |
| - | ------------- | ----------------- | ----------- | ------ |
| 1 | Innocent Blue | «Невинная синева» | DeviceHigh  | 1 — 12 |

### Закрывающие композиции
| № | Название                    | Перевод                      | Исполнитель      | Серии |
| - | --------------------------- | ---------------------------- | ---------------- | ----- |
| 1 | Usotsuki                    | «Лгун»                       | CooRie           | 1, 8  |
| 2 | Ai no Kakera                | «Обрывок любви»              | Миюки Хасимото   | 2     |
| 3 | Waltz                       | «Вальс»                      | Канако Ито       | 3, 11 |
| 4 | Kioku no Umi                | «Море памяти»                | Yozuca           | 4, 7  |
| 5 | Look at Me                  | «Смотри на меня»             | Yuria            | 5     |
| 6 | Namida no Riyuu             | «Причина слёз»               | Минами Курибаяси | 6, 10 |
| 7 | Anata ga… Inai (Remix Ver.) | «Неужели ты исчез»           | Минами Курибаяси | 9     |
| 8 | Still I Love You            | «Тем не менее, я люблю тебя» | Kiriko           | 12    |

## Сопутствующие товары
До и после выхода оригинальной игры разработчиками были приложены значительные усилия для её продвижения, включавшие в себя продажи сопутствующих товаров и стимулирование сбыта. В торговых центрах и в онлайн-магазине 0verflow занималась продажей ремешков, ковриков для мыши, телефонных карт, обложек для книг, кружек, футболок, подушек дакимакура, фигурок, темляков, визитниц, школьной формы и пластиковых ножей-додзуки. Связанная продукция распространялась в том числе на Комикете 69.

## Восприятие

### Продажи
В национальном рейтинге бисёдзё-игр по версии онлайн-журнала PCNEWS School Days имела первое место за первую половину апреля 2005 года, к маю — второе и 17-е, к концу июня — пятое и 26-е и 27-е к началу июля. Обновлённое издание School Days в июле получило 33-е место в списке наиболее продаваемых игр, к первой половине августа его позиция снизилась до 35-го места, а ко второй — до 49-го.
Согласно рейтингу продаж, составленному дистрибьютором Getchu.com, версия School Days для Windows занимала первую позицию в течение месяца после своего выпуска, а к маю переместилась на седьмое место; School Days стала первой среди самых продаваемых игр за первую половину 2005 года и девятой — за весь год. Обновлённое издание School Days получило 20-е место за июль 2007 года, затем его позиция снизилась до 30-го места, которое оно занимало с августа по октябрь. Игра School Days HQ была признана шестой наиболее продаваемой игрой за октябрь 2010 года, но после этого в чарте больше не фигурировала.
Согласно информации новостного сайта Gamasutra, игра School Days L×H стала первой среди самых продаваемых игр PlayStation 2 за январь 2008 года.

### Отзывы и критика
На сайте News for Gamers отмечалось, что «School Days в своё время считалась революционной игрой в своём жанре и может считаться таковой и в настоящее время», а одной из причин её популярности является то, что она полностью анимирована. Хотя одновременно отмечалось, что анимация не отличается высоким качеством. Обозреватель подытожил, что благодаря наличию большого количества сюжетных ветвлений и концовок игре обеспечивается реиграбельность. Ричард Эйсенбейс на сайте Kotaku выразил недовольство главным героем Макото, назвав его «безнадёжным и неприятным».
Британский онлайн-журнал UK Anime Network поставил аниме оценку 7/10, обозначив его как «абсолютный подрыв жанра школьной романтики, беспокойный и волнующий … но весьма правдоподобный». По мнению обозревателя, сериал, который начинается как безобидная комедия, но плавно перетекает в смесь секса, лжи, жестокости и отчаяния, весьма труден для просмотра. На веб-сайте THEM Anime Reviews, посвящённом рецензиям на аниме, сериал был менее благоприятно воспринят, удостоившись оценки 1/5; персонажи были названы «нелепыми, поверхностными и плоскими». Хотя «сериал кажется увлекательным при виде отдельных кадров и чтении описания серий», обозреватель счёл его «раздражающим, глупым, низким и наполненным полнейшими идиотами», хуже которых рецензент не встречал. На сайте Anime Evo аниме было названо «одним большим разочарованием».
В обзоре первых четырёх серий, опубликованном на сайте Mania.com, Марк Томас отметил, что они являются неплохим фундаментом для последующих восьми серий. Не высказав собственного мнения о персонажах сериала, рецензент посчитал, что сюжет аниме «заставил его забыть о них на короткое время». Рецензируя последние серии, Томас писал, что «это аниме не для слабонервных» — с середины просмотра оно начинает внушать тревогу и неудобство. Отметив, что сериал не относится к категории фильмов, которые должны посмотреть все желающие, обозреватель тем не менее порекомендовал аниме для просмотра.